# Femme rêvant de l'évasion
Femme rêvant de l'évasion est un tableau réalisé par le peintre espagnol Joan Miró le 19 février 1945. Cette huile sur toile représente principalement une femme. Elle est conservée à la fondation Joan-Miró, à Barcelone.

## Expositions
- Joan Miró: Schnecke Frau Blume Stern, Museum Kunstpalast, Düsseldorf, 2002 — n°43.